# 해변의 아인슈타인
《해변의 아인슈타인》(Einstein on the Beach)은 필립 글래스가 작곡하고 연극 프로듀서 로버트 윌슨이 감독한 4막의 오페라로, 글래스와 작품의 대본도 함께 작업했다. 오페라는 다섯 개의 "무릎 연극" 또는 간주곡으로 구성되고 연결된 일련의 스토리보드에서 윌슨이 배치한 구조화된 공간을 기반으로 하는 형식주의적 접근을 선호하여 전통적인 서사를 피한다.

## 역사
음악은 "1975년 봄, 여름, 가을"에 작성되었다. Glass는 협업 과정에 대해 다음과 같이 설명한다. "나는 [Wilson의 스케치 노트]를 피아노 위에 놓고 각 섹션을 내 앞에 있는 그림의 초상화처럼 구성했다. 악보는 1975년 봄에 시작되어 이듬해 11월에 완료되었으며 그 그림은 항상 내 앞에 있었다." 초연은 1976년 7월 25일 프랑스 아비뇽 페스티벌에서 열렸다.
글래스에 의해 군사력보다는 아이디어의 힘을 통해 개인의 비전이 그 시대의 사고를 변화시킨 사람들의 초상화로 묘사되었다.

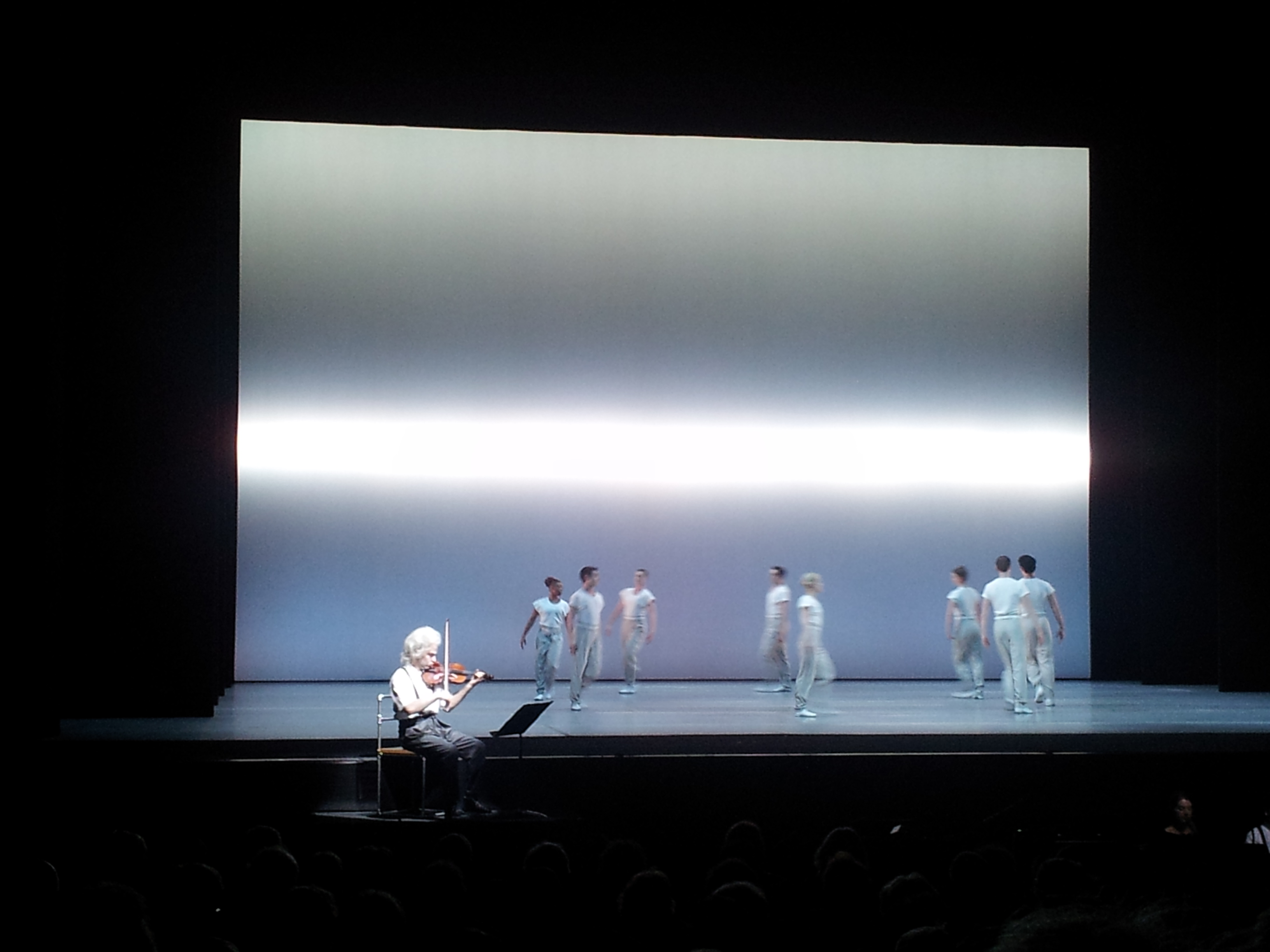
2013년 1월 10일 공연된 오페라의 한 장면

글래스와 윌슨은 공동 작업의 가능성에 대해 논의하기 위해 처음 만났고 역사적 인물을 기반으로 4~5시간 길이의 오페라를 결정했다. 윌슨은 처음에 글래스가 완전히 거부한 찰리 채플린이나 아돌프 히틀러를 제안했지만, 글래스는 마하트마 간디 (나중에 그의 1979년 오페라 사티아그라하의 중심 인물)를 제안했다. 알베르트 아인슈타인은 궁극적인 타협이었다.

### 1976년 초연 및 첫 번째 투어
1976년 7월 25일 프랑스 아비뇽 페스티벌 에서 필립 글라스 앙상블 이 공연하고 버드 호프만 재단에서 발표한 초연이다. 그 해 여름에는 함부르크, 파리, 베오그라드, 베니스, 브뤼셀, 로테르담에서도 오페라가 상연되었다. 버드 호프만 재단은 메트로폴리탄 오페라 와 협력하여 1976년 11월에 두 번의 공연을 가졌다.

### 1980년대
브루클린 음악 아카데미 (BAM)는 1984년에 오페라를 설치했다. 이 작품에 대한 1시간 분량의 다큐멘터리 가 해변의 아인슈타인: 오페라의 변화하는 이미지 라는 제목의 공영 텔레비전에 출연했다.
1988년 슈투트가르트 주립 에서 20세기 초의 새로운 구어 텍스트로 매우 추상적인 스타일로 재작업된 버전을 디자인하고 상연했다.

### 1990년대
1992년에는 Princeton University의 McCarter Theatre 에서 재연되었다. 이후 프랑크푸르트, 멜버른, 바르셀로나, 마드리드, 도쿄, 브루클린(BAM), 파리를 순회했다.

### 2000년대
2001년 이 오페라는 베를린 에 있는 동독 중앙은행의 전 본부에서 "오페라 설치"로 상연되었다. 2005년 베를린 파로치알 교회 에서 아인슈타인 기념일에 같은 팀의 다른 작품이 같은 원칙에 따라 상연되었다.
2007년 카네기 홀은 바이올리니스트 팀 페인이 솔리스트로 출연한 콘서트 버전을 선보였다.

### 2010년대
2009-10 시즌 개막을 위해 뉴욕시 오페라 (NYCO)는 모든 오리지널 협력자들이 참여하는 부흥을 의뢰했다. 총지배인 Gerard Mortier 가 NYCO에서 물러났을 때 Mortier의 나머지 프로그램과 함께 부흥은 취소되었다.

공식 투어는 2012년 3월 16일 프랑스 몽펠리에의 오페라 베를리오즈( Opéra Berlioz ) 초연과 함께 전날 저녁에 한 번 시사회를 마친 후 시작되었다. 그 뒤를 이어 이탈리아 레지오 에밀리아의 Teatro Valli 에서 공연이 이어졌다. 바비칸 센터, 런던; 소니 공연 예술 센터, 토론토; 브루클린 음악 아카데미 브루클린, 뉴욕; 캘리포니아 버클리, 캘리포니아 대학의 Zellerbach Hall ; The Teatro del Palacio de Bellas Artes, Mexico City: 2013년, Het Muziektheater / De Nederlandse Opera, 암스테르담; 홍콩; 아트 센터 멜번, 멜번, 호주; 로스앤젤레스 오페라, 로스앤젤레스: 그리고 2014년에는 파리와 베를린에서 공연이 있었다. 2015년 10월 이 작품은 한국 광주 에서의 공연으로 막을 내렸다.

## 개요
글래스와 윌슨의 협력 초기부터 그들은 아이콘을 이미지에 붙은 스토리 라인 없이 순전히 역사적 인물로 묘사해야 한다고 주장했다. 그들은 오페라의 풍경, 캐릭터, 음악에 아인슈타인의 삶의 상징을 통합했지만 의도적으로 오페라에 특정 줄거리를 제공하지 않기로 결정했다. 이것은 자연주의 연극보다 무대에서 더 많은 진실을 창조한다고 주장하는 윌슨의 형식주의적 접근과 일치한다. 주요 막 사이에는 "무릎 연극"으로 알려진 짧은 작품이 있는데, 이는 윌슨이 자신의 전 작품 전반에 걸쳐 적용한 시그니처 기법이다. 해변의 아인슈타인 내에서 "비 플롯"이라는 아이디어를 추진하는 그 대본은 계명창 음절, 숫자 및시의 짧은 섹션을 사용한다. 인터뷰에서 글래스는 원래 청중이 캐릭터로서의 아인슈타인과 그가 아이콘에 할당한 음악과 개인적인 관계를 구축하도록 의도했다고 말했다. 예를 들어, 오페라의 첫 번째 "Knee Plays"에 있는 음악은 전기 오르간 과 함께 반복되는 숫자를 특징으로 한다.
전반적으로, 아인슈타인 에게 할당된 음악은 지속적으로 해결을 지연시키는 반복되는 순환 과정을 보여준다. 이 프로세스는 더하기 및 빼기 공식을 모두 사용한다. 오페라의 세 가지 주요 장면인 "기차", "시련", "필드/우주선"은 상대성 이론과 통합장 이론에 대한 아인슈타인의 가설을 암시한다. 특히 오페라의 주제는 핵무기, 과학 및 AM 라디오를 암시한다.
오페라는 "Knee Plays"로 분리된 4막의 9개의 연결된 20분 장면으로 구성된다. 다섯 개의 "무릎 연극"은 오페라의 구조를 구성하고 막 사이에 나타나며 오프닝과 클로징 장면으로도 기능한다. Glass는 "Knee Play"를 행위 사이의 막이자 "인간의 해부학적 무릎이 수행하는 결합 기능을 나타내는 '무릎'"으로 정의한다. "Knee Plays"가 윌슨의 7세트의 풍경을 바꾸는 데 필요한 시간을 만드는 데 도움이 되었지만, 이 막간은 음악적 기능도 했다. Glass 학자인 David Cunningham은 오페라의 4막 중 Glass의 "Knee Plays"가 간헐적으로 나오는 것이 "전체 작품에서 끊임없는 모티브"로 작용한다고 썼다.
오페라는 두 명의 여성, 한 명의 남성, 한 명의 남자 아이가 말하는 역할을 해야 한다(윌슨 프로덕션의 경우). 뛰어난 소프라노 솔리스트와 작은 테너 솔로 파트가 있는 16인용 SATB 실내 합창; 3명의 리드 연주자 : 플루트 ( 피콜로 및 베이스 클라리넷 더블링), 소프라노 색소폰 (플루트 더블링), 테너 색소폰 ( 알토 색소폰 및 플루트 더블링); 솔로 바이올린과 두 개의 신디사이저/전자 오르간. 오케스트레이션은 원래 Philip Glass Ensemble의 다섯 멤버와 바이올린 독주에 맞춰 조정되었다.